# Ceremony (песня Stray Kids)
«Ceremony» — сингл южнокорейского бой-бэнда Stray Kids, запланированный к релизу как ведущий сингл четвёртого корейскоязычного студийного альбома Karma 22 августа 2025 года лейблами JYP Entertainment и Republic Records.

## Предыстория
24 июля 2025 года преддверии завершения мирового тура «Dominate» был анонсирован четвёртый студийный альбом Karma. Список композиций альбома был обнародован 29 июля и содержит 11 песен, среди которых содержался «Ceremony» и был помечен как заглавный сингл, также имеются две его версии — фестивальная и англоязычная.

## Композиция
Текст и музыка были написаны Бан Чаном, Чханбином и Ханом, известными также как подгруппа 3Racha. В числе композиторов участвовал Версахчой, ранее участвовавший в написании других песен группы, а также наряду с Бан Чаном занимался аранжировкой.

## Видеоклип
15 и 19 августа 2025 года был опубликован два тизера видеоклипа. Видеоклип запланирован к выходу вместе с альбомом 22 августа.

## Список композиций
- Цифровая загрузка и стриминг

1. «Ceremony» — 2:44
2. «Ceremony» (фестивальная версия) — 2:52
3. «Ceremony» (англоязычная версия) — 2:44

## Участники записи
- Stray Kids — ведущий вокал
  - Бан Чан — автор текста, композитор, аранжировка
  - Чханбин — автор текста, композитор
  - Хан — автор текста, композитор
- Версачхой — композитор, аранжировка